# Frank Beyer

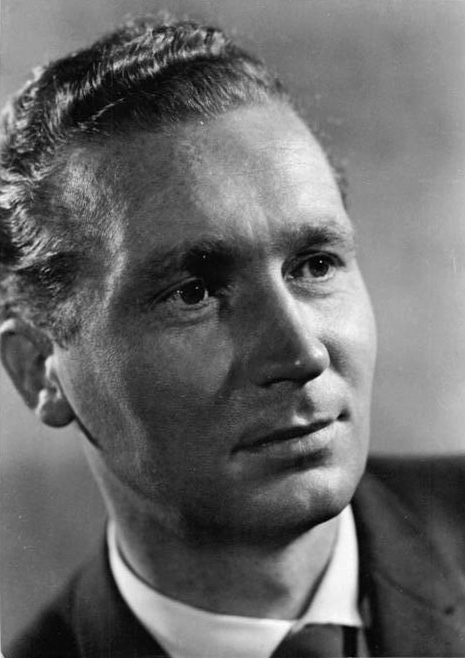
Beyer in 1963

Frank Beyer (Nobitz, Thüringen, 26 mei 1932 - Berlijn, 1 oktober 2006) was een Duitse filmregisseur.

## Levensloop
Hij studeerde aan de Praagse hogeschool voor de film. Na al wat kleiner filmwerk te hebben voortgebracht maakte hij zijn debuut in 1957 met de film "Zwei Mütter". Zijn belangrijkste filmthema's waren de Tweede Wereldoorlog en het fascisme.
Zijn regisseurscarrière speelde zich grotendeels in het voormalige Oost-Duitsland, de toenmalige DDR af. Daar behoorde hij met Heiner Carow en Konrad Wolf tot de filmtop. Een van zijn beroemdste films uit die tijd betrof "Nackt unter Wölfen" uit 1963. Ook buiten de DDR maakte hij furore en wel met films als "Spur der Steinen" uit 1965 en "Jakob der Lügner" uit 1974. De eerste ging over een bouwwerf, de tweede over een Joodse man die ten tijde van de Tweede Wereldoorlog in het getto van Warschau zijn lotgenoten wil opmonteren met radioberichten die hij zelf heeft verzonnen.
"Jakob der Lügner" leverde hem een nominatie voor een Oscar op. Het was tevens de enige Oscarnominatie die de Oost-Duitse filmproductiemaatschappij Defa ooit kreeg.
De films van Beyer stonden kritisch tegenover het DDR-regime. Als gevolg hiervan kwamen diverse ervan onder censuur te staan. Zo werd "Spur der Steinen" in 1966 reeds drie dagen na verschijnen verboden vanwege de daarin vervatte maatschappijkritiek; pas na de 'Wende' (de val van het DDR-regime) verscheen de film weer in de Duitse bioscopen. Beyer mocht zich hierna een tijdlang niet meer bezighouden met het maken van films maar moest zich beperken tot werkzaamheden voor de Oost-Duitse tv en het Dresdner Theater. Pas in 1974 mocht hij weer films maken.
Omdat hij in 1976 een van de medeprotesteerders tegen de onvrijwillige uitburgering van de Oost-Duitse zanger Wolf Biermann was, werd hem het lidmaatschappij van de Oost-Duitse communistische partij (de SED) ontnomen.

Vanaf 1980 mocht hij ook in het toenmalige West-Duitsland werken.
Het einde van de DDR-tijd betekende niet het einde van zijn loopbaan als filmregisseur. In de jaren negentig maakte hij in het verenigde Duitsland nog een aantal films. "Nikolaikirche" uit 1995 dat over de val van de Muur ging, betrof een afrekening met het DDR-regime. Een andere verfilming - "Jahrestage" - die in 1998 van start zou gaan, ging op het laatste moment niet door vanwege problemen met de productiemaatschappij.
Na reeds geruime tijd ziek te zijn geweest overleed Frank Beyer op 74-jarige leeftijd.

## Trivia
Zijn broer Hermann Beyer is een Duitse acteur.

## Films en tv-werk
- Rosnicky - 1954
- Wetterfrösche - 1954
- Stacheltier - Folge 105: Das Gesellschaftsspiel - 1957
- Fridericus Rex - elfter Teil - 1957
- Zwei Mütter - 1957
- Eine alte Liebe - 1959
- Fünf Patronenhülsen -1960
- Königskinder - 1962
- Nackt unter Wölfen - 1963
- Karbid und Sauerampfer - 1963
- Spur der Steinen - 1965
- Rottenknechte - 1971
- Die sieben Affären der Dona Juanita - 1973
- Jakob der Lügner - 1974
- Das Versteck - 1977
- Geschlossene Gesellschaft - 1978
- Der König und sein Narr - 1980
- Die zweite Haut - 1981
- Bockshorn - 1983
- Der Aufenthalt - 1983
- Der Bruch - 1989
- Das letzte U-Boot - 1990
- Ende der Unschuld - 1991
- Der Verdacht - 1991
- Sie und Er - 1992
- Das große Fest - 1992
- Wenn alle Deutschen schlafen - 1994
- Nikolaikirche - 1995
- Der Hauptmann von Köpenick - 1997
- Abgehauen - 1998